# Dovška Baba
Il monte Dovška Baba con 1.891 m s.l.m. è una montagna della catena delle Caravanche, posta nei comuni austriaci di Kranjska Gora e Sankt Jakob im Rosental.